# Vera Okolo
Vera Okolo (5 de janeiro de 1985) é uma futebolista nigeriana, que atua como atacante..

## Carreira
Okolo integrou o elenco da Seleção Nigeriana de Futebol Feminino, nas Olimpíadas de 2004. 